# Stadionul Dinamo
Stadionul Dinamo, numit și Stadionul Ștefan cel Mare, este un stadion multifuncțional din Sectorul 2, București, România. Este folosit în principal pentru meciuri de fotbal și a fost stadionul echipei Dinamo București de la înființare și până în 2022, când stadionul nu a mai primit licența pentru a găzdui meciuri de SuperLigă și Liga a II-a.
Stadionul a fost inaugurat la 14 octombrie 1951, primul meci susținut aici de Dinamo fiind împotriva echipei Locomotiva Timișoara, câștigat de Dinamo cu 1-0. Este dotat cu pistă de atletism și instalație de nocturnă, având o capacitate de 15.032 de locuri. Ultima renovare de care a beneficiat arena a avut loc în anul 2007.
Echipa națională a României a disputat două meciuri pe acest stadion, ambele fiind partide amicale: 1-1 cu Japonia la 11 octombrie 2003 și 2-1 cu Georgia la 19 noiembrie 2008.
Ultimul meci disputat de FC Dinamo în „Groapă” a fost returul barajului de promovare/menținere împotriva Universității Cluj pe 29 mai 2022. Acel duel s-a terminat la egalitate, scor 1-1, dar ardelenii au promovat grație succesului din tur, scor 2-0. Dinamo a retrogradat astfel în Liga a II-a pentru prima oară în istoria de 74 de ani a clubului.
Încă de la mijlocul anilor 2010, fanii au cerut modernizarea stadionul care a devenit învechit. Au existat mai multe propuneri de proiect, însă niciunul nu s-a concretizat. În martie 2025, CNI a aprobat demolarea și construirea unui nou stadion de 25.000 de locuri. În aprilie 2025 a fost semnat contractul pentru construcția noului stadion, iar Compania Națională de Investiții a transmis termenele contractuale pentru demolarea și reconstruirea noului stadion, care ar urma să fie finalizat la începutul anului 2028.  

## Galerie foto

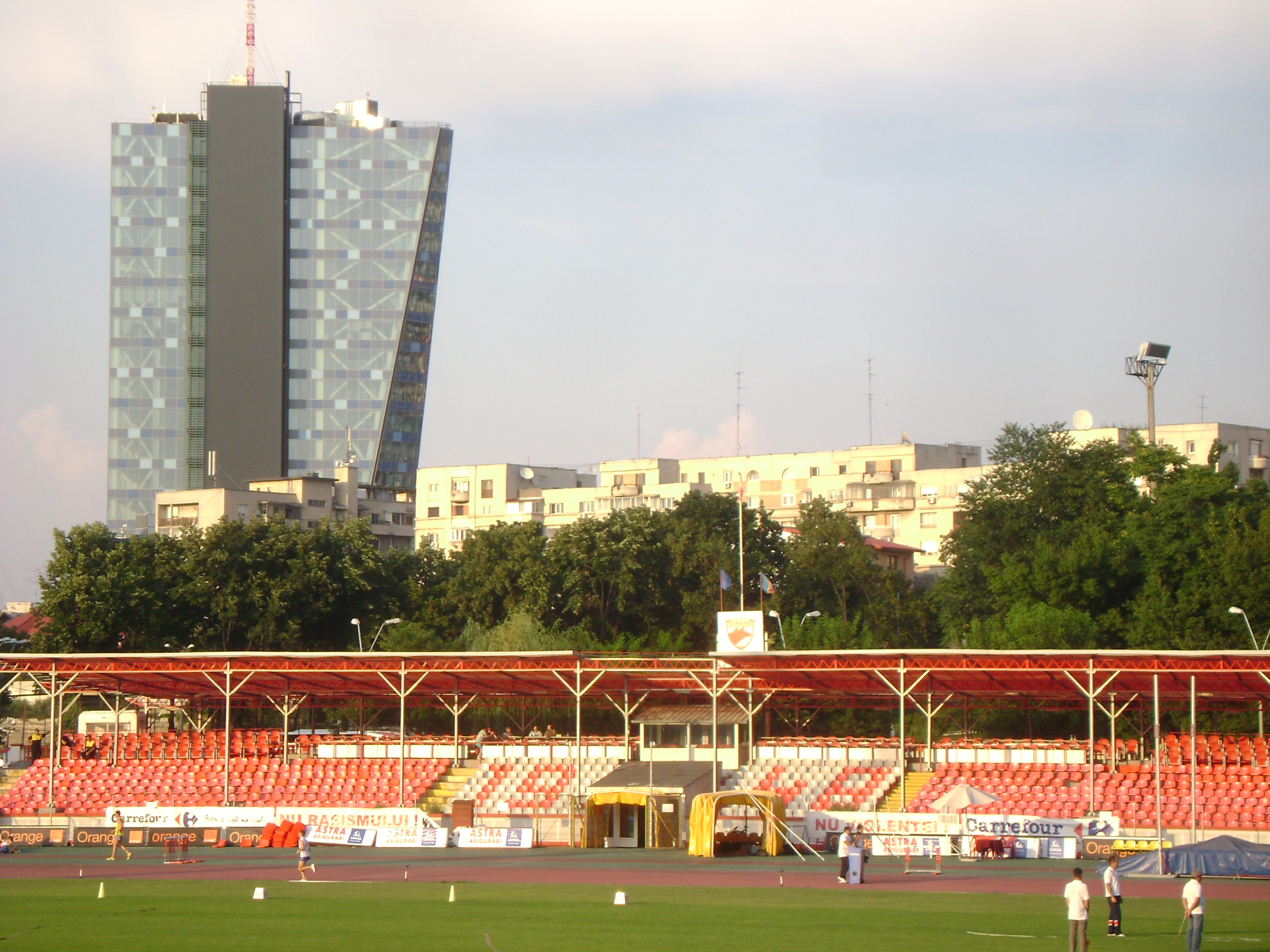
Tribună
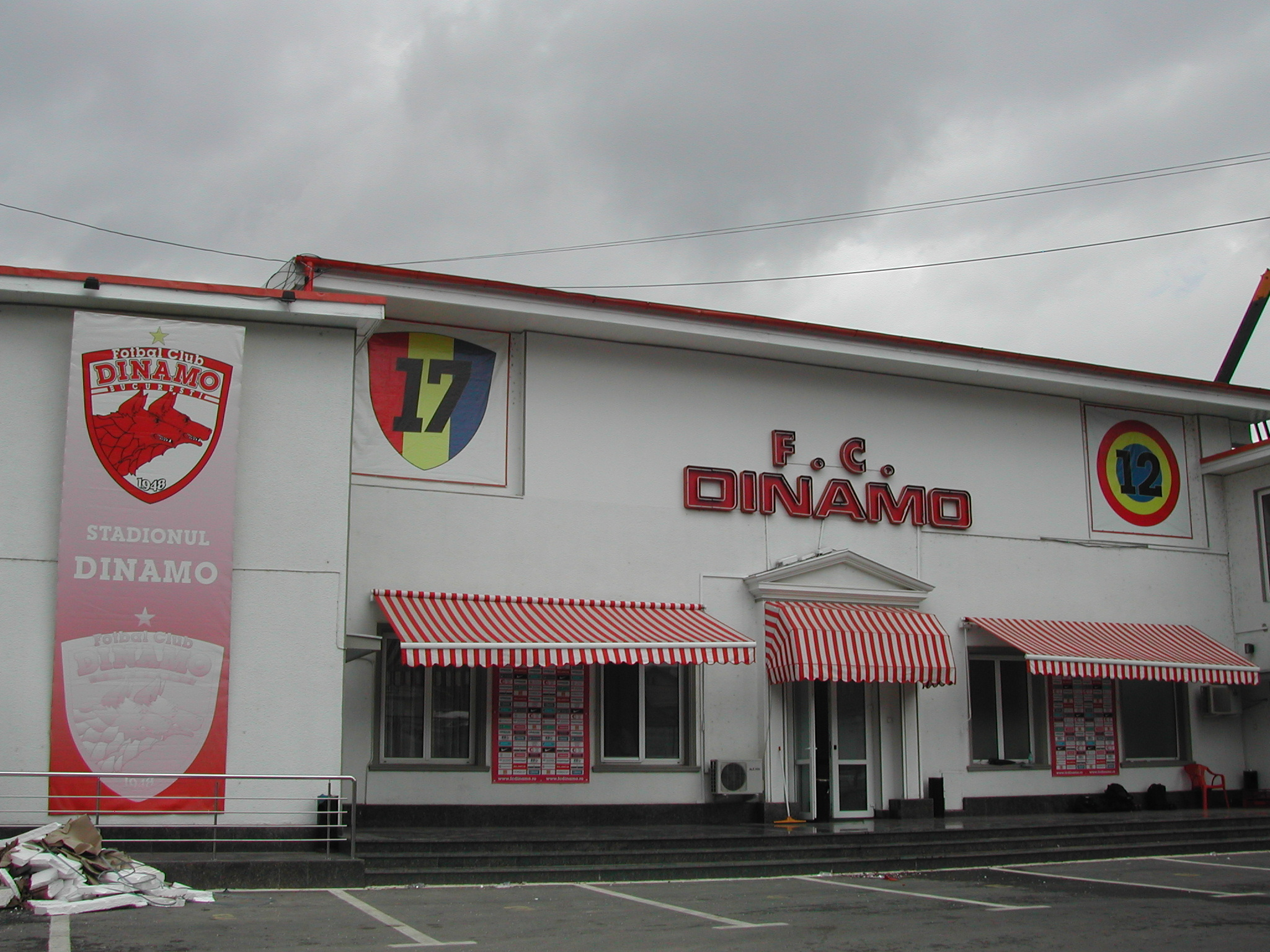
Intrare